# Шведка (печь)

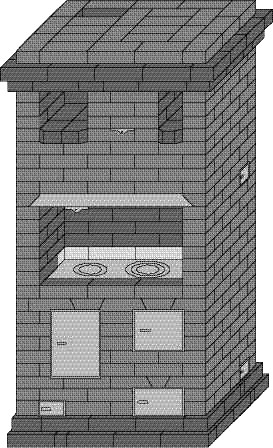
Шведка с духовым шкафом

Шве́дка, шведская печь — кирпичная печь для отопления жилых помещений и приготовления пищи. Имеет варочную поверхность (металлическую плиту), которая находится в углублении её корпуса (в нише). Для шведки также характерно наличие духового шкафа.

## История
Шведка является классической немецкой печью, которая была распространена в Германии и в странах Восточной и Северной Европы. В России начала применяться после Великой Отечественной войны. В печной литературе описание конструкции встречается с 1931 года.

## Описание
Прямоугольная высокая печь. Топочная камера с колосниками. Дымоход последовательный многооборотный, может иметь два режима работы: зимний и летний, для возможности приготовления пищи без полного нагрева печи. Весьма часто в деревенских домах русская печь демонтируется и заменяется шведкой, так как последняя гораздо более компактная.